# Nigel Lawson
Nigel Thomas Lawson, later Baron Lawson of Blaby, PC (Londen, 11 maart 1932 – Eastbourne, 3 april 2023) was een Brits journalist, Conservatief lid van het Lagerhuis en tussen juni 1983 en oktober 1989 minister van Financiën in de regering Thatcher. Als lid van het Lagerhuis vertegenwoordigde hij van 1974 tot 1992 het district Blaby. In 1992 werd hij in de adelstand verheven, een Life peerage, en trad hij toe tot het Hogerhuis.

## Biografie
Nigel Lawson werd geboren in Hampstead, Noord-Londen. Zijn grootvader van vaders zijde was een immigrant uit Letland die in 1925 zijn naam wijzigde van Leibson in Lawson. Vader Ralph Lawson was een thee-handelaar. Zijn moeder Joan (Davis) kwam uit een welvarend gezin van beurshandelaren. Geboren in een Joods gezin was Lawson sinds zijn puberteit "een gecommitteerd niet-gelover". Zijn ouders waren in dusdanige goede doen dat Nigel opgroeide in een huishouden met een gouvernante, kok en dienstmeisje. Nigel Lawson heeft uitsluitend privaat onderwijs genoten: Westminster en Christ Church, Oxford.
Aan Christ Church, Universiteit van Oxford studeerde Lawson Politics, Philosophy and Economics (PPE). Hij faalde om universiteitsdocent te worden, verveelde zich binnen het bedrijf van zijn vader en werd journalist bij Financial Times. Daar werd hij al snel een befaamde columnist. Binnengehaald bij de nieuw gelanceerde Sunday Telegraph maakte Lawson indruk als economisch denker en hervormer. Hij kon vervolgens aan het werk binnen de Britse Conservatieve partij - als speech schrijver van Harold Macmillan en vervolgens  Alec Douglas-Home. Na Home's vertrek als Britse Prime Minister (1964) pakte Nigel Lawson zijn journalistieke carrière weer op - Financial Times, Spectator, Times, Sunday Times en Evening Standard. In 1974 won hij het kiesdistrict Blaby. Binnen de Conservatieve Partij, op dat moment in politieke oppositie, steeg zijn ster snel.
Margaret Thatcher vroeg Nigel Lawson in 1983 om Chancellor of the Exchequer (minister van Financiën) te worden - ter vervanging van Geoffrey Howe. Lawson had reeds onder Howe gewerkt als financieel adviseur en had vervolgens als staatssecretaris in het eerste kabinet van Thatcher diverse privatiseringsprocessen van overheidsbedrijven geleid. Lawson was politiek controversieel en weinig geliefd, maar wel een van de weinigen die de dominante Margaret Thatcher aankon. Hij was de enige minister in het kabinet die Thatcher openlijk kon zeggen dat zij haar mond moest houden tijdens een kabinetsvergadering.
Nigel Lawson stond bekend als de intellectueel briljante minister van Financiën (Chancellor of the Exchequer) die de Britse economie transformeerde met belangrijke belastinghervormingen en privatisering van overheidsbedrijven. Ook de Bank of England werd onder zijn ministerschap zelfstandig. Samen met zijn voorganger Geoffrey Howe was hij in financieel-monetair opzicht de belangrijkste architect van het ideeëngoed dat als "Thatcherisme" de geschiedenis is ingegaan. Hoewel naar buitenwacht toe de rangen lange tijd gesloten bleven, was zijn relatie met Margaret Thatcher gedurende zijn gehele ambtsperiode vaak gespannen. Lawson kwam, net als Geoffrey Howe, definitief met Thatcher in conflict aangaande de ERM - de European Exchange Rate Mechanism. Lawson en Howe waren voorstanders van dit systeem, wat concreet betekende dat de Pound Sterling de Duitse mark zou "schaduwen", terwijl Thatcher daarvan een verklaard tegenstander was. Kern van hun conflict was de vraag of de ERM een voorbode zou zijn van een Europese eenheidsmunt - dit was de wens Jacques Delors, de voorzitter van de Europese Commissie. Achter de schermen schaduwde Nigel Lawson reeds de Duitse Mark met zijn monetaire beleid, maar - zijn kaart tegen de borst houden - wist Margaret Thatcher dat niet.
In zijn politieke memoires citeerde Lawson uit eigen toespraken en interne memo's die hij schreef om Margaret Thatcher te waarschuwen. Lawsons probleem met de plannen van Jacques Delors was dat de ERM een overeenkomst was tussen zelfstandige soevereine staten was. De economische en monetaire unie die Delors voor ogen had was dat niet. De aangesloten staten zouden geen controle meer hebben over hun eigen fiscaal en monetair beleid. Een dergelijke unie kon niet anders dan de voorbode zijn van een Europese eenheidsmunt. Beslissingen daaromtrent zouden niet genomen worden door nationale regeringen en/of hun nationale banken, maar door een Europese Centrale Bank. Het was in de ogen van Lawson duidelijk dat Delors via de achterdeur probeerde te komen tot een federale Europese regering: een politieke unie die in feite de "Verenigde Staten van Europa" zou gaan inhouden.
Nigel Lawson was wél voorstander van de ERM, maar niet van de economische en monetaire unie waar Jacques Delors als voorzitter van van de Europese Commissie op af koerste. Lawson en Geoffrey Howe wilden een economische samenwerking zoals Nederland al sinds 1979 had met Duitsland: een vast systeem van wisselkoersen. Lawson en Howe waren voorstander van de ERM, maar Margaret Thatcher was dat niet. Thatcher had een hoge dunk van Lubbers. Hij was conservatief en voor zoverre Thatcher een bondgenoot had binnen de Europese Gemeenschap, dan was dat in de persoon van Lubbers. Zij voelde zich fysiek ook aangetrokken tot het knappe uiterlijk en de persoonlijke charme van Lubbers. Volgens Lawson had Thatcher onmiskenbaar een zwakke plek voor Lubbers, hoewel zijn politieke stijl sterk verschilde van haar confronterende wijze van opereren. Normaliter voerden de Britten alleen bilaterale overleggen met de Duitsers, Fransen en Italianen. Thatcher nodigde, op advies van Geoffrey Howe, Lubbers uit voor een overleg op Chequers, het buitenverblijf van de Britse Prime Minister. Lubbers aanvaarde de uitnodiging. Hij liet zich vergezellen door Hans van den Broek, de minister van Buitenlandse Zaken, en Onno Ruding, de Nederlandse minister van Financiën. Thatcher liet zichzelf tijdens de bijeenkomst - gehouden op 29 april 1989 - flankeren door hun Britse evenknieën, Geoffrey Howe en Nigel Lawson. Het grootste deel van de sessie ging op aan besprekingen over de NAVO, maar uiteindelijk kwam ook het rapport-Delors aan bod. Helaas voor Thatcher werd door de Nederlandse ministers medegedeeld dat zij niet alleen een voorstander waren de ERM, maar ook van de beoogde economische en monetaire unie. Onno Ruding legde het Nederlandse standpunt in detail uit. Lubbers kwam daarna met een metafoor: je kunt in een auto rijden zonder veiligheidsgordel, maar het is verstandiger om dat wél te doen. Hij waarschuwde dat indien Groot-Brittannië buiten de ERM zou blijven, het voor zowel de Britse als de Nederlandse regering veel moeilijker zou worden om in de toekomst samen te werken in zaken samenhangend met de beoogde economische en monetaire unie. Tijdens de bijeenkomst Thatcher bleef maar drammen en tegenspreken. Lawson was blij dat hij op een gegeven ogenblik met een goed excuus kon wegkomen. Hij had de bijeenkomst als afgrijselijk en beschamend ervaren. Geoffrey Howe merkte in zijn eigen memoires op dat Nigel Lawson ontzet was door de opstelling van Thatcher, maar dat hij zelf inmiddels gewend was dergelijk gedrag - en dat waren de Nederlanders ook als gevolg van hun ervaringen met Margaret Thatcher tijdens Europese raden. De poging van Howe en Lawson om Thatcher via Lubbers en Ruding tot rede te brengen was mislukt, maar Howe was blij dat hij het initiatief tot de bijeenkomst had genomen. Hij was zijn Nederlandse vrienden bijzonder dankbaar dat zij in ieder geval met goede argumenten getracht hadden om Margeret Thatcher te beïnvloeden.
Nigel Lawson en Geoffrey Howe zetten Thatcher verder onder druk. Deelname aan de ERM was (inderdaad) verstandig. Thatcher wilde echter niet van wijken weten. Op 26 oktober 1989 nam Lawson ontslag. Hij voelde zich met name ondermijnd door Alan Walters, de economisch adviseur van Thatcher. Walters adviseerde Thatcher dringend om tegen Lawsons strategie aangaande het Europese monetaire beleid in te gaan. Er ontstond een situatie van 'hij eruit of ik eruit'. In zijn ontslagbrief deelde Lawson mee dat een succesvol economisch beleid alleen mogelijk was met volledige overeenstemming tussen Prime Minister en Chancellor of the Exchequer. Dat was niet het geval. De omstandigheden van Lawsons ontslagname werden een voorbode voor de politieke val van Margaret Thatcher.
Een jaar later nam ook Geoffrey Howe ontslag. Het verlies van twee senior ministers betekende het einde van de politieke carrière van Thatcher. Het ging om twee ministers die ideologisch en praktisch verantwoordelijk waren geweest voor wat als het "Thatcherisme" de geschiedenis is ingegaan en haar regering vleugels had gegeven. Het was hun revolutionaire economische en monetaire beleid dat Thatcher tot een van de meest succesvolle Prime Ministers van de twintigste eeuw had gemaakt.
Geoffrey Howe, de laatst overgebleven minister van het kabinet waarmee Thatcher in 1979 was begonnen en de voorganger van Nigel Lawson als Chancellor of the Exchequer, maakte veel gebaar zijn ontslag bekend in het Britse parlement. Een alom gerespecteerd, maar timide man greep zijn kans om wraak te nemen voor de wijze waarop hij een decennium lang door de dominante Thatcher was behandeld. Jarenlang had hij haar ongeduld, haar spot en gesnauw vernederd ondergaan als een geslagen echtgenoot die nooit zou vertrekken. Nu, na haar vlammende anti-Brussel kruistocht, had hij besloten dat het genoeg was. Op 13 november 1990 stond hij op naargeestige wijze een volpakt Brits parlement te woord. Hij onthulde dat zowel hij als Lawson al een jaar eerder hadden gedreigd met ontslagname. Ministers werden als cricket-spelers de Europese arena ingestuurd om vervolgens te ontdekken dat hun bats door de team-leider waren gebroken. Haar ideeën over Europa waren verkeerd, zo benadrukte hij en opende vervolgende de deur naar een politieke machtsstrijd binnen zijn eigen partij: 'De tijd is gekomen dat iedereen zelf moet overwegen hoe zij reageren op een tragisch conflict tussen loyaliteiten; een conflict waarmee ik persoonlijk al te lang geworsteld heb.' Televisiecamera's waren nog niet lang daarvoor toegelaten tot het Britse Lagerhuis. Howe's rede was door het land door mensen te zien, met Nigel Lawson knikkend achter hem zittend en het wit vertrokken gezicht van Margaret Thatcher zelf.  
Howe benadrukte in zijn rede dat het Verenigd Koninkrijk al veel eerder lid had moeten worden van de ERM en ridiculiseerde Thatchers nachtmerriescenario van een Europese superstaat. De pro-Europese Michael Heseltine had reeds eerder op dramatische wijze ontslag genomen als minister van Defensie. Jarenlang had de ambitieuze Heseltine, een self-made miljonair met Amerikaans overkomende presidentiële allures, toegekeken hoe Thatcher andere ministers vernederde. Zelf had hij al die jaren geen oogcontact met Thatcher; zij vertegenwoordigden twee polen binnen de Conservatieve partij. De concrete aanleiding was een incident, maar de werkelijke inzet was de wijze waarop Thatcher het Britse kabinet-systeem naar haar hand had gezet en daarmee in de ogen van Heseltine moedwillig constitutionele regels systematisch overtrad. Na zijn vertrek als minister van Defensie, in januari 1986, stond Heseltine als parlementair backbencher klaar om Thatcher uit te dagen om het partijleiderschap neer te leggen. Het ontslag van én Lawson én Howe zorgde voor een politiek momentum. Heseltine daagde Thatcher openlijk uit. Er ontstond een machtsstrijd binnen de Conservatieve partij. John Major, de opvolger van Nigel Lawson als Chancellor of the Exchequer kwam na een aantal stemrondes als winnaar uit de strijd. Het meest buitengewone en natie veranderende premierschap in de moderne geschiedenis van Groot-Brittannië was ten einde gekomen.
Het waren John Major, als Prime Minister en Norman Lamont, als de nieuwe Chancellor of the Exchequer, die vervolgens in politiek moeizaam vaarwater kwamen als gevolg van de Britse deelname aan de EMR op een politiek lastig moment. Het Britse pond ging de Duitse Mark schaduwen in een periode dat de Duitse Mark onder druk kwam te staan als gevolg van de Duitse eenheidsvorming na de val van de Berlijnse Muur. De Britse deelname aan de ERM zou daarom maar kortstondig zijn. De Britse economie kwam gehavend uit de internationale monetaire strijd en de Britse Conservatieve partij zou verder splijten over het Europa-vraagstuk. Er kwam een doem te hangen over Majors regering en Europa-politiek effende voor Labour-voorman Tony Blair de weg om in 1997 met overweldigende meerderheid de verkiezingen te winnen.
Ook Nigel Lawson had daarom iets uit te leggen. Hij deed dit via het schrijven van epilogen aan memoires die reeds in de maak waren op het moment dat Groot-Brittannië gedwongen werd de ERM te verlaten.
Nigel Lawson verkocht de rechten voor zijn politieke memoires, The View from No.11, voor 200.000 pond. In deze memoires schilde hij menig appeltje met Margaret Thatcher. Thatcher zou hetzelfde doen in haar memoires, maar kon niet ontkennen dat Lawson belangrijk voor haar geweest was. De 'zeer getalenteerde Nigel Lawson', die zijn critici soms 'een briljant antwoord'  kon geven, was een enorme en voor veel mensen onverwachte benoeming tot minister van Financiën geweest. 'Hoeveel onenigheid we later ook zouden krijgen, wanneer ik een lijst zou moeten samenstellen van conservatieve, zelfs thatcheristische revolutionairen, zou Nigel ergens bovenaan staan. Hij beschikt over veel kwaliteiten, waarvan ik sommige waardeer en andere niet. Hij is vindingrijk, moedig en - op papier althans - uitermate overtuigend. Hij denkt snel, en in tegenstelling tot Geoffrey Howe, die hij als minister van Financiën opvolgde, heeft hij niet lang nodig om tot een besluit te komen. Zijn eerste begroting toont aan dat een financiële en economische nota uiterst leesbaar kan zijn. Ik wist dat Nigel een zeer creatief economisch denker was.'  Als minister van Financiën  waren zijn belastinghervormingen zó voor hand de liggend in al hun simpelheid dat mensen gingen vragen waarom niet iemand eerder op het idee waren gekomen. Nigel Lawson was zich volgens Thatcher ook bewust van zijn talenten en had een zeer hoge opinie van zichzelf.
Nigel Lawson ontpopte zich als fervent Euroscepticus. In zijn maiden speech in het Britse Hogerhuis, in 1992, pleitte hij voor een referendum indien het Verenigd Koninkrijk ooit zou toe treden tot de EMU, de Europese Monetaire Unie. Hij herhaalde deze oproep op het moment dat de Britse Labour-regering onder leiding van Tony Blair zich aansloot bij het Verdrag van Lissabon. David Cameron werd in 2013 gedwongen te beloven een referendum uit te schrijven over het Britse lidmaatschap van de Europese Unie omdat Nigel Lawson zijn volle politieke gewicht in de schaal legde in zijn steun aan Eurosceptische leden van het Britse parlement. Korte tijd diende Lawson persoonlijk als voorzitter van de Vote Leave beweging bij de start van het Brexit-referendum in 2016. De sleutelkwestie daarbij was voor hem niet de economie of de migratieproblematiek, maar de soevereiniteit van het Verenigd Koninkrijk binnen een Europa dat steeds federalistischer werd. Het ging hem om democratische beginselen en principes. Onafhankelijkheid van bestuur was het belangrijkste wat bestond, zo vertelde hij in een interview met de pro-Europese krant The Guardian vanuit een fraai buitenhuis in Frankrijk.
Nigel Lawson was intellectueel formidabel en blakend van zelfvertrouwen. Als elder statesman genoot hij van zijn rol als eenling die altijd conventionele wijsheden onder vuur nam met een contrair standpunt. Als minister hield hij bewust van afstand van collega-ministers, maar had altijd een plan op zak om hen te hulp te schieten. Eenmaal met pensioen was Lawson eerlijk genoeg om gemaakte fouten te erkennen.
In zijn laatste levensjaren ontpopte Lawson zich, behalve als uitgesproken Euroscepticus, tot criticus van klimaatverandering wetenschappers. Hij beschuldigde hen van overdrijven van de gevaren van de opwarming van de aarde en het bagatelliseren van de economische kosten van een klimaatvriendelijke politiek.
Nigel Lawson was de vader van de publiciste en mediapersoonlijkheid Nigella Lawson en de journalist Dominic Lawson. Nigel Lawson overleed op 91-jarige leeftijd aan een acute longontsteking.
- Bibsys: 90136562
- Bibliothèque nationale de France: cb122989002 (data)
- CiNii: DA03337565
- Gemeinsame Normdatei: 170553051
- International Standard Name Identifier: 0000 0001 1004 2624
- Library of Congress Control Number: n82253955
- Nationale Bibliotheek van Letland: 000124297
- Nationale Bibliotheek van Tsjechië: mzk2009495968
- Nationale bibliotheek van Australië: 35294692
- Nationale Bibliotheek van Israël: 987007424516705171
- Nederlandse Thesaurus van Auteursnamen: 073811033
- Istituto Centrale per il Catalogo Unico: UBOV043864
- LIBRIS: 265160
- Système universitaire de documentation: 033595755
- Trove: 901157
- Virtual International Authority File: 110365327
- WorldCat: E39PBJjmMGxGjMdK6MprHtRqcP